# Gradišče - K. o. Št. Lovrenc
Gradišče - K. o. Št. Lovrenc je naselje v Občini Litija.